# Dirk Heirweg
Dirk Heirweg (Zele, 27 de setembre de 1955) va ser un ciclista belga, que fou professional entre 1978 i 1990. Va combinar la carretera amb el ciclisme en pista. Va participar en els Jocs Olímpics de 1976.

## Palmarès en ruta
- 1976
  - Vencedor de 2 etapes al Tour d'Hainaut
- 1977
  - 1r al Gran Premi François-Faber i vencedor d'una etapa
- 1978
  - Vencedor d'una etapa als Quatre dies de Dunkerque
  - Vencedor d'una etapa a l'Étoile des Espoirs
- 1979
  - 1r a l'Omloop van de Vlaamse Scheldeboorden
- 1982
  - 1r al Circuit de les Ardenes flamenques - Ichtegem
- 1983
  - Vencedor d'una etapa a la Volta de les Tres Províncies
- 1984
  - 1r al Premi Nacional de Clausura
- 1985
  - Vencedor d'una etapa a la Volta a Dinamarca
- 1986
  - 1r a la Gullegem Koerse
- 1987
  - 1r al Campionat de Flandes
- 1990
  - 1r al Stadsprijs Geraardsbergen

### Resultats al Tour de França
- 1980. Abandona (13a etapa)

### Resultats a la Volta a Espanya
- 1982. Abandona

## Palmarès en pista
- 1981
  -  Campió de Bèlgica en puntuació